# Юность (журнал)
«Юность» — советский, затем российский литературно-художественный иллюстрированный журнал для молодёжи. Выходит в Москве с 1955 года.
Журнал был основан по инициативе Валентина Катаева, который стал его первым главным редактором.
До 1991 года журнал являлся органом Союза писателей СССР, в дальнейшем он стал независимым изданием.

## Ранние годы
Молодым читателям тех времён журнал казался ярким и необычным, а его тираж быстро поднялся со ста пятидесяти тысяч до миллиона. Данное издание представляло собой некоторое «приоткрывание форточек» на мир за рубежом.
Редакция ставила себе задачу поиска новых литературных имён, благодаря этому фамилии «послесталинских молодых писателей» появлялись на страницах журнала.
Повесть «Хроника времен Виктора Подгурского», опубликованная в журнале в конце 1956 года, явилась дебютом Анатолия Гладилина и она произвела большой резонанс. Писателю было всего 20 лет, и это одно уже смотрелось непривычно для того времени. Она написана в жанре «исповедальной прозы» и рассматривает тему беспокойства, а также внутреннего одиночества живого и искреннего человека в мире регламентированных ценностей.
«Юность» публиковала много произведений, отличающихся стилем и содержанием от сложившихся литературных стереотипов «социалистического реализма».
Считается, что редактор Валентин Катаев был снят со своей должности в 1961 году за публикацию романа «Звёздный билет» Василия Аксёнова. Хотя, по свидетельству самого автора, писатель сам отошёл от работы ещё раньше и не имел прямого отношения к этой публикации.
Журнал часто подвергался критике со стороны комсомольских органов, так как он формально не принадлежал к ним.
Борис Полевой руководил журналом с 1961 по 1981 годы. Несмотря на критику, либеральная политика журнала продолжалась и при нём. «Похолодание» наступило лишь в 1968 году в связи с изменившейся политической ситуацией (ввод советских войск в Чехословакию).

## Содержание
«Юность» отличалась от остальных литературных журналов большим интересом к общественной жизни и окружающему миру. Существовали постоянные разделы «Наука и техника», «Спорт», «Факты и поиски».
Одним из первых журнал осветил явление бардовской песни (статья А. Гербер «О бардах и менестрелях»), а в восьмидесятые годы — «митьков».
В «Юности» присутствовали также цветные вкладки, посвящённые живописи, где среди прочих выступали такие художники, как Алексей Леонов, Илья Глазунов, Михаил Шемякин, Вагрич Бахчанян и другие. В 60—70-х годах как журнал в целом, так и отдельные авторы, подвергались партийной критике.
В 1987 году был открыт постоянный публицистический молодёжный дискуссионный раздел «20-я комната», который быстро приобрёл большую популярность у читателей.

## Тираж журнала
| Год       | 1955    | 1958    | 1989      | 1991      | 1994   | 2015  | 2019  |
| Тенденция | ▲       | ▲       | ▲         | ▼         | ▼      | ▼     | ▼     |
| Экз.      | 100 000 | 300 000 | 3 100 000 | 1 000 000 | 33 400 | 6 500 | 3 500 |

## Рубрики
«Зелёный портфель»

Галка Галкина. Художник И. Оффенгенден

Одной из наиболее характерных особенностей «Юности» был юмористический раздел, который в 1956—1960 годах носил название «Пылесос», с 1970 года — «Зелёный портфель». Редакторами раздела в разное время были Марк Розовский, Аркадий Арканов и Григорий Горин, Виктор Славкин, Михаил Задорнов. Помимо рассказов, иронических стихотворений, литературных пародий в «Зелёном портфеле» приблизительно до 1980 года существовала рубрика под названием «Каков вопрос — таков ответ», в которой вымышленная ведущая Галка Галкина (персонаж, придуманный Б. Полевым) отвечала в юмористической форме на письма читателей. «Зелёный портфель» пользовался успехом у читающей публики наряду с «Клубом „12 стульев“» «Литературной газеты» за отсутствие официальной пропаганды и неформальную атмосферу. Значительное число авторов «Зелёного портфеля» были выпускниками Московского медицинского института.
«Испытательный стенд»
Немалое значение имел «Испытательный стенд» студии Кирилла Ковальджи, где впервые опубликовались И. Жданов, Н. Искренко, А. Парщиков, Е. Бунимович, Ю. Арабов, М. Шатуновский и другие поэты «новой волны» 1980-х годов.

## Эмблема

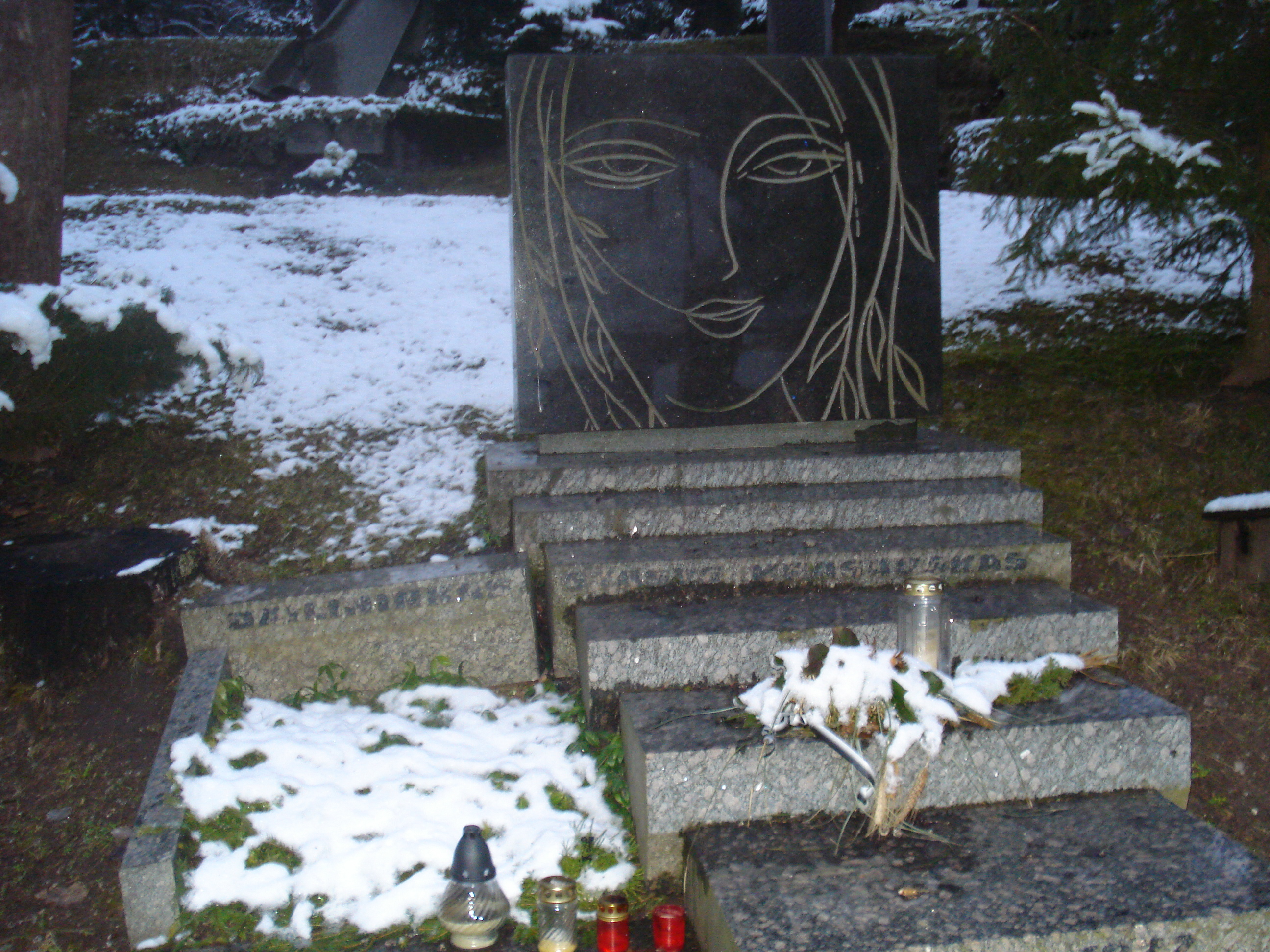
Могила Стасиса Красаускаса

Эмблема «Юности» — одноимённая линогравюра литовского художника-графика Стасиса Красаускаса, являющаяся одним из наиболее известных произведений автора («круглое девичье лицо с стилизованными ветками дерева или кустарника вместо волос»). 

Она воспроизведена и на надгробии художника.

## Авторы
В «Юности» печатались Анна Ахматова, Белла Ахмадулина, Владимир Амлинский, Евгений Евтушенко, Андрей Вознесенский, Роберт Рождественский, Николай Рубцов, Олжас Сулейменов, Андрей Молчанов, Борис Васильев, Римма Казакова, Павел Багряк, Булат Окуджава, Михаил Задорнов, Фазиль Искандер, Василий Аксёнов, Валерий Золотухин, Елена Сазанович, Анатолий Гладилин, Анатолий Кузнецов, Аркадий Арканов, Александр Карпенко, Иван Гобзев, Григорий Горин, Ольга Ильницкая, Кирилл Ковальджи, Юнна Мориц, Кир Булычёв, Хелью Ребане, Николай Леонов, Анатолий Тоболяк, Александр Иванов, Алексей Борычев, Юрий Рыбчинский, Елена Матвеева, Елена Съянова, Геннадий Машкин, Дина Рубина, Любовь Якушева, Алексей Хазанский и другие писатели.

## Наиболее известные опубликованные произведения
- В. Катаев — «Хуторок в степи» (1956)
- Н. Носов — «Незнайка в Солнечном городе» (1958)
- Е. Евтушенко — «Братская ГЭС» (1965)
- Г. Машкин — «Синее море, белый пароход» (1965)
- А. Кузнецов — «Бабий Яр» (1966)
- В. Аксёнов — «Затоваренная бочкотара» (1968)
- Б. Васильев — «А зори здесь тихие…» (1969)
- А. и Б. Стругацкие — «Отель „У Погибшего Альпиниста“» (1970)
- Б. Васильев — «Не стреляйте в белых лебедей» (1973)
- Б. Васильев — «В списках не значился» (1974)
- Г. Михасенко — «Милый Эп» (1974)
- Г. Щербакова — «Вам и не снилось...» (1979)
- Н. Леонов — «Агония» (1981)
- К. Шахназаров — «Курьер» (1982)
- А. Молчанов — «Новый год в октябре» (1983)
- Ю. Поляков — «ЧП районного масштаба» (1985)
- А. Арканов — «Рукописи не возвращаются» (1986)
- А. Вознесенский — «Ров» (1986)
- Ю. Нагибин — «Встань и иди» (1987)
- Ю. Поляков — «Сто дней до приказа» (1987)
- Л. Филатов — «Про Федота-стрельца, удалого молодца» (1987)
- Ф. Искандер — «Кролики и удавы» (1987)
- А. и Б. Стругацкие — «Отягощённые злом, или Сорок лет спустя» (1988)
- Е. Гинзбург — «Крутой маршрут» (1988)
- Н. Мандельштам — «Воспоминания» (1988)
- В. Войнович — «Жизнь и необычайные приключения солдата Ивана Чонкина» (1988—1990)
- В. Аксёнов — «Остров Крым» (1990)
- Е. Сазанович — «Прекрасная мельничиха» (1990)
- Э. Бёрджесс — «Заводной апельсин» (1962; опубликован в 1991)

## Главные редакторы
- 1955—1961 — Валентин Катаев
- 1961—1981 — Борис Полевой
- 1981—1992 — Андрей Дементьев
- 1992—2007 — Виктор Липатов
- 2007—2019 — Валерий Дударев
- с 2019 — Сергей Шаргунов